# فرودگاه سوگل
فرودگاه سوگل (به انگلیسی: Sevogle Airport) یک فرودگاه خصوصی است که یک باند فرود شن دارد و طول باند آن ۹۴۵ متر است. این فرودگاه در کشور کانادا قرار دارد و در ارتفاع ۴۱۱ متری از سطح دریا واقع شده است.